# Ollanta Humala
Pour les articles homonymes, voir Tasso (homonymie).
Ollanta Moisés Humala Tasso, né le 27 juin 1962 à Lima, est un militaire et homme d'État péruvien, président de la république de 2011 à 2016.
Membre fondateur et président du Parti nationaliste péruvien (PNP), il est élu de justesse (51,4 %) au second tour de l'élection présidentielle de 2011, face à Keiko Fujimori.
Devenu particulièrement impopulaire, il obtient 1,6 % des voix au premier tour de l’élection présidentielle de 2021.
En 2025, il est incarcéré après avoir été condamné pour corruption à 15 ans d'emprisonnement dans le cadre de l'affaire Odebrecht.

## Situation personnelle

### Origines familiales
Ollanta Moisés Humala Tasso appartient, par son père Isaac Humala Núñez, à une famille d'Ayacucho et par sa mère Elena Tasso Heredia, à une branche immigrée au Pérou de la famille italienne Tasso. Son père, avocat « laborista » de formation marxiste-léniniste, est le fondateur de l'ethnocacérisme (initialement l'ethnocommunisme, le nom ayant été modifié opportunément en gardant les mêmes lettres du sigle MEC, Movimiento Etno-Comunista), mouvement indigéniste et socialiste faisant référence d'une part à l'Empire inca et au droit des peuples indigènes et d'autre part à Andrés Avelino Cáceres, président de la République péruvienne de 1886 à 1890 puis de 1894 à 1895 et héros de la résistance à l'occupation chilienne durant la guerre du Pacifique.

### Formation
Ollanta Humala fait ses études aux collèges franco-péruvien et japonais-péruvien La Union de Lima[réf. nécessaire] et les poursuit en 1982 à l'école militaire de Chorrillos. En 1983, toute sa promotion se rend à l'École des Amériques au Panama, un centre de formation militaire des États-Unis.
En 2001, il est diplômé en maîtrise de sciences politiques à l'université pontificale catholique du Pérou. En 2002, il étudie également le droit international à l'université Paris 1 Panthéon-Sorbonne, durant son séjour à 
Paris, et entame un doctorat à l'Institut des hautes études de l'Amérique latine.

### Carrière militaire

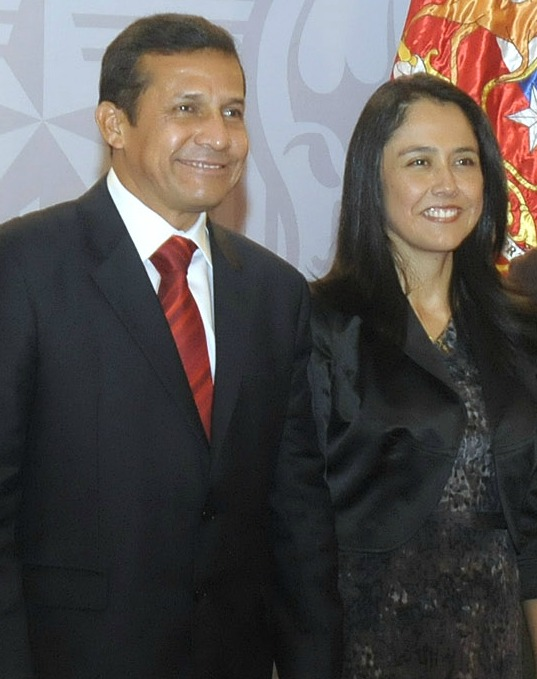
Ollanta Humala et son épouse, Nadine Heredia, en 2011.

En 1991, c'est en tant que capitaine qu'il combat à Tingo María, dans la province de Huanuco, la guérilla du Sentier lumineux. Il est engagé dans l’opération de contre-insurrection « Cuchara », qui a mobilisé plusieurs centaines d'hommes dans la région du Alto Huallaga et donné lieu, en mars 1992, à plusieurs massacres dans les villages de Pozo Rico et Bambú, soupçonnés d’être favorables à la rébellion maoïste. En 1995, il est muté dans une base militaire près la frontière avec l’Équateur durant la guerre du Cenepa, à laquelle il ne participe pas.
Le 29 octobre 2000 à Toquepala, c'est avec le grade de lieutenant-colonel qu'il se soulève avec son frère Antauro et 62 personnes contre le régime du président Alberto Fujimori. La rébellion échoue et les deux frères sont emprisonnés. Quand Fujimori, accusé de corruption, fuit le pays, ils sont amnistiés par le nouveau président Alejandro Toledo. Réhabilité au sein de l'armée, Ollanta est ensuite affecté en tant qu'attaché militaire à l'ambassade du Pérou à Paris puis à Séoul. Mis en retraite forcée en 2004, il qualifie cette décision d'« injuste » et met en cause le nouveau commandant en chef de l'armée, Luis Alberto Muñoz.
Le 1er janvier 2005, son frère Antauro Humala Tasso, représentant du mouvement ethnocacériste, attaque le commissariat d'Andahuaylas pour demander la démission d'Alejandro Toledo. Ollanta condamne la prise d'otages qui fait quatre morts.
En 2006, Ollanta Humala est accusé de violations des droits de l'homme (enlèvement, torture et exécution extra-judiciaire) qui auraient été commises par des soldats placés sous ses ordres en 1992 sur trois habitants du hameau de Pucayacu, alors qu'il commandait la base militaire de Madre Mia,,. Le dossier est classé en décembre 2009, après rétractation d'un témoin ayant reçu 4 000 dollars du sergent Amílcar Gómez Amasifuén, camarade et collaborateur d’Ollanta Humala. Le nom d'Humala n'est toutefois jamais cité dans le rapport de la Commission vérité et réconciliation, qui impute à l’armée péruvienne une moitié des exactions du conflit.

## Parcours politique

### Débuts et ascension
Ollanta Humala se présente en octobre 2005 en tant que chef du Parti nationaliste péruvien (PNP) à la présidence à l'élection de 2006, mais ne peut s'inscrire faute d'avoir donné à temps sa feuille de campagne ; il s'allie donc au parti Unión por el Perú. Arrivé en tête au premier tour, il participe au second tour où il est opposé à l'ancien président Alan García Pérez. Il est durant la campagne attaqué par les médias qui font courir des rumeurs sur un « complot vénézuélien » visant à provoquer des violences afin de favoriser sa candidature, le présentent comme antisémite, militariste ou populiste et lui prêtent des financements par les FARC ou Chávez. Au premier tour, Ollanta Humala obtient 30,62 % des voix devant Alan Garcia (social-démocrate) avec 24,33 % et Lourdes Flores (droite) avec 23,80 %. Il est toutefois battu au second tour par Alan García, regroupant sur son nom 6 270 080 suffrages (47 %) contre 6 965 017 pour son adversaire (53 %). Le 4 juin, Ollanta Humala reconnaît sa défaite, mais appelle ses partisans à former un nouveau parti, le Front national démocratique, rassemblant des partis si radicaux comme la Patria roja ou le Movimiento Nueva Izquierda que son vice-président Carlos Torres Caro démissionne, ainsi que plusieurs autres membres.
Ollanta Humala Tasso se présente de nouveau au poste de président lors des élections générales de 2011, sous l'étiquette de la coalition Gana Perú, qui regroupe le PNP ainsi que d'autres forces politiques. Ses principaux adversaires sont Pedro Pablo Kuczynski, Keiko Fujimori, Alejandro Toledo et Luis Castañeda Lossio. Ollanta Humala arrive en tête des suffrages avec 31,5 %, suivi par Keiko Fujimori avec 23,5 % des votes. Durant la campagne pour le second tour, il est soutenu par l’écrivain et prix Nobel Mario Vargas Llosa ainsi que par l'ancien président Alejandro Toledo, ce qui a provoqué une grave scission au sein des courants conservateurs. La gauche péruvienne fit également campagne en sa faveur, après avoir longtemps nourri des réserves à son égard. Comme l’a relevé une de ses figures intellectuelles, Oscar Ugarteche, « pour nous tous, Humala est une interrogation et Fujimori une certitude ». Le 5 juin 2011, Ollanta Humala Tasso est élu au second tour avec 51,4 % des suffrages : cette victoire repose notamment sur des résultats importants dans les zones andines à forte population indigène (plus de 77 % à Puno). L’échec de la favorite des marchés Keiko Fujimori provoque ce que les médias qualifient de « Lundi noir », la Bourse du Pérou perdant 12,5 % en une séance. Son alliance Gana Perú ne dispose toutefois que de 47 sièges sur 130 au Parlement, ce qui le contraindra à forger des alliances pour gouverner après sa prise de fonctions en juillet.

### Président de la République

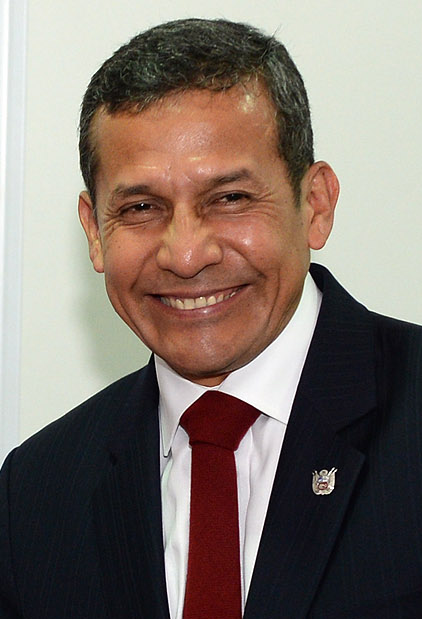
Ollanta Humala en 2014.

Le 28 juillet 2011, il prend ses fonctions de chef de l'État et succède à Alan García. Le 23 juillet 2012, les membres du gouvernement présentent leur démission afin qu'il procède à un remaniement ministériel,.
Le 5 décembre 2015, à Chimbote, il assiste devant trente-mille personnes à la cérémonie de béatification de Zbigniew Strzałkowski, Michal Tomaszek et Alessandro Dordi, assassinés par le Sentier lumineux en 1991.
En 2016, il est accusé par police fédérale du Brésil d'avoir reçu des pots-de-vin du géant brésilien Odebrecht, impliqué dans le scandale de corruption autour de Petrobras. Un rapport de la police fédérale brésilienne l'accuse d'avoir reçu trois millions de dollars du groupe brésilien de BTP, dont le président, Marcelo Odebrecht, est emprisonné pour corruption et blanchiment d'argent. Le rapport précise qu'il existe des « preuves significatives » que le paiement a été effectué, révélant « des pratiques criminelles qui n'avaient pas encore été découvertes ».
Bien qu'il ait été considéré comme un socialiste pendant sa campagne électorale, sa présidence est marquée par la poursuite des politiques libérales développées depuis les années 1990, notamment de faibles dépenses publiques et peu d'impôts.
Alors que son électorat lui reproche ses multiples reniements, il termine son mandat avec moins de 20 % d’opinions favorables. Son parti est quant à lui décomposé et n'est pas même en mesure de proposer un candidat à la présidentielle. Le 28 juillet 2016, il transmet le pouvoir à son successeur, Pedro Pablo Kuczynski.

### Après la présidence
Le 14 juillet 2017, Ollanta Humala est placé en détention avec son épouse, Nadine Heredia, en attente de leur procès pour blanchiment d'argent présumé dans le cadre de l'affaire Odebrecht. Le couple est libéré le 30 avril 2018, à la suite d'une demande d'habeas corpus. Il est à nouveau jugé en 2022 pour corruption.
Candidat à l'élection présidentielle de 2021, il arrive en treizième position du premier tour, avec 1,60 % des suffrages exprimés.
Le 15 avril 2025, un tribunal de Lima condamne Ollanta Humala et son épouse Nadine Heredia à 15 ans de prison pour avoir blanchi des fonds de la société brésilienne Odebrecht afin de financer ses campagnes présidentielles de 2006 et 2011. Humala est immédiatement incarcéré.

## Prises de position
Ollanta Humala Tasso est un des principaux opposants à la politique du gouvernement d'Alan García de 2006-2011. Il revendique une rupture avec le néolibéralisme et un développement fondé sur le marché intérieur et non plus seulement sur les exportations et les investissements étrangers.